# Чукали (Балтачевський район)
Чукали́ (рос. Чукалы, башк. Соҡалы) — присілок у складі Балтачевського району Башкортостану, Росія. Входить до складу Староянбаєвської сільської ради.
Населення — 119 осіб (2010; 163 2002).
Національний склад:
- татари — 51 %
- башкири — 45 %